# Saga Vorkosigan
La Saga Vorkosigan (titre original : Vorkosigan Saga) est une suite de romans (actuellement 20) de l'écrivaine Lois McMaster Bujold. Elle est centrée sur le personnage de Miles Vorkosigan, héros atypique. C'est un space-opera, dont trois romans (Barrayar, Miles Vorkosigan et La Danse du miroir) et une nouvelle (Les Montagnes du deuil) ont reçu le prix Hugo, fait inégalé dans l'histoire de la science-fiction.
Le dessinateur Caza s'est occupé des couvertures pour l'édition française de J'ai lu.
Une bande dessinée française basée sur la saga Vorkosigan est en cours de réalisation, scénarisée par  Dominique Latil et dessinée par José-Maria Beroy. Le premier tome, L'Apprentissage du guerrier, est sorti en 2009 aux éditions Soleil.

## Histoire

### Contexte historique
L'histoire de l'univers de la Saga Vorkosigan se déroule dans la région galactique proche de la Terre. Les humains ont découvert des « points de sauts », des anomalies de l'espace permettant à un navire de se déplacer quasi-instantanément à travers un couloir depuis son point d'entrée jusqu'à son point de sortie, qui sont fixes. Des vaisseaux d'exploration empruntent ces points de sauts qui sont en nombre limité dans les systèmes solaires, afin d'en découvrir de nouveaux. L'humanité colonise plusieurs mondes qui se dotent de leur propre système politique, et construisent de grandes exploitations minières, des stations spatiales et terraforment lentement les mondes hostiles.
L'une de ces jeunes colonies, Barrayar, voit son point de saut se fermer brusquement et définitivement. Elle régresse technologiquement jusqu'à une forme de civilisation proche du Moyen Âge monarchique. La faune et la flore indigènes sont très hostiles pour les colons, qui terraforment avec des moyens limités leur nouvelle planète en implantant lentement des espèces d'origines terrestres. Pendant cette période dite du « Temps de l'Isolement » de Barrayar, les autres civilisations humaines poursuivent leur développement technologique.
Approximativement 200 ans avant la naissance de Miles Vorkosigan, les quaddies, dotés de bras en place de jambes, sont créés par génie génétique. Destinés à travailler en apesanteur au service de l'entreprise les ayant créés, ils sont rendus techniquement obsolètes par l'invention de la gravité artificielle, et doivent s'enfuir pour gagner leur liberté. L'histoire des quaddies fait l'objet d'un roman, l'Opération Cay (Falling free en version anglaise).
Sur Barrayar, le comte Piotr Vorkosigan mène avec succès une rébellion contre un empereur sanguinaire, et installe Ezar Vorbarra comme Empereur de Barrayar. La planète est redécouverte après l'exploration d'un autre point de saut suivant un trajet différent de celui du vaisseau colonisateur. De l'autre côté de ce couloir se trouve Komarr, un système doté d'une planète hostile à la colonisation humaine, qui nécessite plusieurs siècles de terraformation, et oblige la population à vivre confinée sous des dômes. Mais ce système est très riche grâce à ses flottes de commerce et ses nombreux points de sauts qui en font un nœud important du réseau de couloirs. L'Empire Cetagandan, une puissante civilisation multiplanétaire, corrompt Komarr pour obtenir l'accès à Barrayar et l'envahir. Cette invasion fait 5 millions de morts barrayarans, mais se heurte à une forte résistance prenant la forme d'une guérilla menée par Piotr Vorkosigan. Les Cetagandans sont refoulés au bout de 20 ans, mais cette invasion traumatise Barrayar qui passe brutalement du Moyen Âge à la technologie galactique.
À la génération suivante, Aral Vorkosigan, fils du comte Piotr, mène une invasion armée rapide de Komarr afin de prendre le contrôle de l'unique couloir menant à leur monde, et empêcher une répétition de l'invasion cetagandane ou un nouvel isolement. Aral souhaite une conquête rapide et la moins sanglante possible, grâce à la neutralité des voisins de Komarr achetée par une promesse de réduire les taxes sur le transport à travers les couloirs de Komarr, l'infériorité militaire de Komarr dont la principale force spatiale s'organise autour de troupes mercenaires qui fuient en comprenant que la situation est désespérée, et une population restreinte confinée sous les dômes. Il parvient rapidement à négocier une reddition auprès des 200 conseillers du Sénat komarran, en engageant sa parole de Vor qu'ils auront la vie sauve. L’officier politique en chef de l'expédition barrayarane ordonne l'exécution de tous les conseillers regroupés dans un gymnase : c'est le Massacre de Solstice. Furieux, Aral exécute lui-même l'officier politique, mais la responsabilité du massacre lui retombe dessus et il se voit surnommé le Boucher de Komarr.

### Cordelia Vorkosigan
L'action du roman Cordelia Vorkosigan (Shards of Honor) se déroule un peu plus tard. Le capitaine Cordélia Naismith dirige une expédition d'exploration betane qui découvre une nouvelle planète habitable. Mais un autre couloir de saut du système mène à Komarr, et les militaires barrayarans disposent déjà d'une base sur place et d'un vaisseau militaire commandé par Aral Vorkosigan, tombé en disgrâce. Celui-ci capture Cordélia qui est descendue sur la planète pour prélever des échantillons. Il fait alors face à une brusque mutinerie organisée par un complot en haut lieu, mais l'homme chargé de l'assassiner, le sergent Constantine Bothari, se contente de l'abandonner sur place. Accompagné de Cordélia Naismith et d'un blessé betan, Aral rallie le poste barrayaran, et une relation étroite s'établit entre eux. Lorsque l'équipage bétan de Cordélia vient à sa rescousse à bord du vaisseau barrayaran, elle a besoin de créer des conditions favorables à leur évasion, et parvient à persuader l'un des mutins à bord de favoriser le retour au contrôle du capitaine Vorkosigan tout en la laissant s'échapper.
Quelques mois plus tard, une invasion barrayarane dirigée par le Prince Serg est lancée sur le système d'Escobar. Le capitaine Cordélia Naismith commande un corps expéditionnaire bétan, qui parvient à livrer une nouvelle arme à leurs alliés escobarans. Mais elle est faite prisonnière par l'amiral Vorrutyer, un sadique qui voue une haine ancienne à Aral Vorkosigan. Disciple du sanguinaire Prince Serg, Vorrutyer prend plaisir à torturer les prisonniers, et il utilise souvent une de ses victimes, le fruste sergent Bothari qu'il a rendu fou, pour violer les prisonnières. Malgré sa folie et les drogues, Bothari reconnait Cordélia comme « la prisonnière de Vorkosigan », et incapable de la violer, il égorge Vorrutyer. Aidé de l'officier de la Sécurité Impériale (SecImp) Simon Illyan, Aral Vorkosigan retrouve Cordélia et la cache dans sa cabine. Lorsque la nouvelle arme bétane, un bouclier capable de renvoyer les lasers ennemis sur l'agresseur, provoque la mort du Prince Serg et que l'invasion tourne au fiasco, Aral prend le commandement de la flotte et applique avec brio un plan de retraite longuement réfléchi. Après la signature d'un traité de paix, Cordélia est renvoyée sur Beta où elle est accueillie en héroïne, mais les services psychiatriques betans découvrent les tortures et les viols infligés aux prisonnières de Vorrutyer et Serg. Ils se persuadent que Cordélia est l'une de ces victimes qui ont subi un effacement de la mémoire par les Barrayarans afin d'oublier leurs sévices, et qu'ils tentent de soigner en faisant émerger ces souvenirs douloureux. Les médecins escobarans placent les fœtus résultants de ces viols dans des utérus artificiels, les réplicateurs utérins, et les renvoient sur Barrayar. Le sergent Bothari, devenu homme-lige du Comte Piotr Vorkosigan, récupère ainsi plus tard sa fille Elena. Au cours des séances de sa thérapie, Cordélia réalise que son psychiatre analyse son amour pour Aral Vorkosigan comme un conditionnement visant à faire de Cordélia une espionne barrayarane. Comprenant qu'on s'apprête à l'enfermer "pour son bien", elle s'échappe de la Colonie de Beta et rejoint Barrayar où elle épouse Aral Vorkosigan. L'Empereur Ezar agonisant le nomme régent de son petit-fils le prince Grégor Vorbarra, âgé de 4 ans.
Le roman Barrayar se déroule environ un an plus tard. Alors que Cordélia est enceinte, le couple est empoisonné à la soltoxine au cours d'un attentat. Ils y survivent grâce à l'antidote, mais celui-ci provoque des malformations presque mortelles sur le fœtus de leur fils Miles. Au cours de la guerre civile suivant la tentative d'usurpation du trône par Vidal Vordarian, Cordélia prouve son courage et sa détermination en ramenant à son époux le réplicateur utérin contenant leur fils à naître, l'Empereur enfant Grégor, et la tête de l'usurpateur. Miles Vorkosigan naît petit, difforme et aux os fragiles.

### Miles
Le roman L'Apprentissage du guerrier (The Warrior's Apprentice) débute lorsque Miles est âgé de 17 ans. Enfant à l'aspect de mutant, au corps fragile, Miles Vorkosigan a grandi en surpassant ses handicaps et la douleur des opérations médicales, et développe une intelligence remarquable. Il échoue néanmoins aux tests physiques d'admission à l'Académie Impériale. Accompagné de son garde du corps le sergent Bothari et de sa fille Elena, il entreprend un voyage chez sa grand-mère betane, mais rencontre en route un pilote désespéré par l'envoi à la casse du seul vaisseau que ses implants lui permettent de piloter. Miles rachète le vaisseau, en engageant comme caution la partie du comté de son père qui a été vitrifiée par les bombardements nucléaires cetagandans. Il rencontre aussi Jesek, un déserteur barrayaran dont il fait son homme d'arme. Miles monte une opération de livraison d'armes à une planète en guerre contre une autre planète du même système, afin de rembourser l'achat du vaisseau. Arraisonnés à leur arrivée par un vaisseau des mercenaires Oserans travaillant pour l'autre camp, Miles parvient à prendre le contrôle de ce second vaisseau. Il s'improvise un personnage fictif d'amiral mercenaire d'une flotte Dendarii imaginaire, et recrute les hommes qu'il vient de capturer. Il parvient à livrer ses armes à la station qui était son objectif, mais elle est attaquée, et Miles et sa flotte fictive sont engagés pour repousser les ennemis de son employeur. Incapable de se faire payer s'il ne parvient pas à mettre un terme à la guerre, Miles est contraint de bluffer tout le monde en incarnant le personnage de l'amiral Miles Naismith. Il monte une opération commando visant la paie des mercenaires Oserans, et sème la zizanie entre eux et leur employeur. L'amiral Oser finit par déserter avec ce qui lui reste de sa flotte, et rejoint les Dendarii. Miles retrouve par hasard la mère d'Elena, et organise des retrouvailles, mais elle abat celui qui est pour elle son ancien violeur, le Sergent Bothari. Elena fait le choix de rester avec les mercenaires et épouse Jesek. Accusé de trahison, Miles retourne chez lui prouver son innocence, et entre à l'Académie par faveur de l'empereur Grégor.
À 20 ans, Miles sort de l'Académie Impériale avec le grade d'enseigne. Profitant d'une permission, il se rend dans le comté familial et doit rendre la justice dans une affaire d'infanticide pour mutation. Cet épisode, Les Montagnes du deuil (The mountains of mourning) est inclus dans le recueil de nouvelles Les Frontières de l'infini dans la version française. Le roman Miles Vorkosigan (The Vor Game) poursuit la narration des aventures de ce personnage : Miles est ensuite affecté sur l'île arctique Kyril, comme officier météo du camp d'entrainement de l'infanterie, afin de faire ses preuves et démontrer qu'il est capable de résoudre ses problèmes d'insubordination, avec l'espoir d'être ensuite affecté sur le vaisseau amiral Prince Serg. Mais il se heurte alors au rigide général Metzof commandant la base, et participe à une mutinerie non violente pour empêcher le général d'exécuter une équipe de techniciens refusant d'entrer dans un entrepôt contaminé par un violent poison mutagène. Passible d'une inculpation de haute trahison, il est détenu au quartier général de la Sécurité Impériale, le temps que la polémique politique retombe. Il est ensuite affecté à la sécurité impériale par l'Empereur Grégor, son frère de lait.
Miles est affecté à une mission d'évaluation du Moyeu de Hegen, sous la direction du capitaine Ungari et accompagné d'un garde du corps, le sergent Overholt. Ce système sans planète habitable est un nœud important du réseau de couloirs, et dont les voisins se lancent inopinément dans une course aux armements : Pol, l'Ensemble de Jackson, Vervain et Aslund. Vervain a recruté une compagnie de mercenaires, les Rangers de Randall, et en réaction, Aslund a engagé les mercenaires Dendarii redevenus les mercenaires Oserans. Voyageant sous la couverture d'un marchand d'armes, Victor Rotha, Miles doit reprendre contact avec les Dendarii si le capitaine Ungari le juge possible. Mais Miles est reconnu par des mercenaires Dendarii sur la station de Pol 6, et son contact dans une affaire de trafic d'armes est retrouvé mort après une rencontre avec l'étrange Livia Nu. Fuyants Pol 6, Ungari choisit de poursuivre l'opération en plongeant dans la clandestinité, et charge Overholt de raccompagner Miles jusqu'à Barrayar. Mais Miles est arrêté sur la station de l'Ensemble de Jackson, et découvre l'Empereur Grégor dans le centre de détention. Celui-ci a fait une fugue, et Miles l'accompagne dans un groupe de techniciens esclaves achetés par Aslund à l'Ensemble de Jackson.
Sur la station d'Aslund, Miles tente de reprendre contact avec Elena Bothari-Jesek, mais ils sont découverts et arrêtés par Oser. Échaudé par ses précédents mensonges, Oser ordonne de les jeter dans le vide de l'espace par un sas. Elena parvient à les sauver, et à leur faire rejoindre les quelques fidèles Dendarii qui restent, dont le tacticien Ky Tung. Son objectif principal étant de ramener Grégor, Miles et lui embarquent clandestinement dans un vaisseau de transport pour rejoindre la Station de Vervain, où ils sont capturés par les Rangers de Randall commandés par Cavilo, alias Livia Nu. Miles y retrouve le général Metzof qui a été renvoyé de l'armée Barrayarane, et Cavilo découvre les multiples identités de Miles. Elle semble aussi charmer Grégor, et tisser de multiples complots. Gardant Grégor comme otage, elle renvoie Miles sur la station d'Aslund avec pour mission de reprendre le contrôle des Dendarii. Miles négocie avec Oser, mais manque de se faire abattre par Metzof qui est capturé. Interrogé, il révèle que les vrais employeurs de Cavilo sont les Cetagandans, et que son plan est de trahir les Vervani, d'opérer une razzia sur Vervain et de larguer le butin sur l'Ensemble de Jackson. Mais Miles comprend que la présence de Grégor a bouleversé ces plans et qu'elle compte le ramener sur Barrayar pour devenir l'Impératrice. Ayant d'autres priorités que l'Empereur, Oser refuse de mener ses mercenaires contre une flotte d'invasion cetagandane. Mais Elena parvient à le droguer, et Miles reprend le contrôle de la flotte Dendarii, à capturer Cavilo et libérer Grégor. Les mercenaires Dendarii plongent dans le combat pour aider les Vervani, et tiennent le point de sortie du couloir suffisamment longtemps pour qu'une flotte composée de vaisseaux barrayarans, poliens et aslunders arrive en secours et repousse l'invasion. En récompense, Grégor accepte les mercenaires Dendarii comme une flotte personnelle de l'Empereur chargée de missions secrètes par la Sécurité Impériale, avec Miles comme officier de liaison sous la couverture de l'amiral Naismith.

### Cetagandaet suite
Dans le roman Cetaganda, Miles a 22 ans. Son cousin Ivan Vorpatril l'accompagne dans une mission diplomatique sur Cetaganda pour assister aux cérémonies funèbres dédiées à l'Impératrice douairière. Miles se retrouve mêlé à un complot de la défunte et des huit Satrapes visant à diviser l'empire Cetagandan en copiant la banque de gènes assurant la cohésion des Hauts cetagandans. Si le complot réussit, l'Empire Cetagandan éclaterait en de multiples empires agressifs, assurant la perpétuation à long terme du génome Haut et évitant la stagnation craint par l'ancienne Impératrice. Mais un des Satrapes tente de profiter de l'occasion en dérobant l'unique clef qui sert d'index à la copie de la banque de gène que chaque Satrape a reçu, et tente de faire accuser Miles de ce vol. Celui-ci entre en contact avec la Haute Ryan, une généticienne proche de l'ancienne Impératrice et chargée par elle de terminer son projet. Les Barrayarans sont victimes de plusieurs attaques subtiles, et Miles tente d'identifier quel Satrape manœuvre ainsi. Il persuade les épouses des satrapes de ramener les banques de gènes, mais l'une d'entre elles ne s'exécute pas et Ivan est enlevé. Les Épouses planétaires parviennent à bloquer la bulle qui sert de véhicule de transport au ravisseur, et Ivan est libéré. La responsable est la Haute Vio, l'épouse d'un général du Satrape Ilsum Kety dont elle est devenue la maîtresse. Miles et Haute Pel embarquent dans la bulle et rejoignent le vaisseau satrape en orbite, en se faisant passer pour Vio. Ils libèrent Haute Nadina, l'épouse du Satrape Kety, mais échouent à récupérer la clef que Miles parvient à jeter dans la bulle avant qu'elle ne se referme. Les troupes impériales arrivent peu après et les libèrent. Miles rencontre l'Empereur Cetagandan Haut-Fletchir Giaja, qui découvre le complot et reprend en main les Satrapes et les Hautes. Miles se voit accorder l'Ordre du Mérite Cetagandan, la plus haute reconnaissance de l'Empire cetagandan, et Ryan est choisie comme nouvelle Impératrice, chargée du destin génétique Haut et de donner naissance à l'héritier de l'Empire.
L'un des romans se déroule dans l'univers de cette saga mais n'implique pas directement l'un des membres de la famille Vorkosigan : Ethan d'Athos se focalise en effet sur le personnage d'Elli Quinn, une mercenaire de la guerre de Tau Verde, blessée au visage par une brulure au plasma, et qui est l'une des rares Dendarii à connaitre l'identité réelle de Miles. Prétendant être en permission sur la station Klyne dont elle est originaire, sa mission est d'enquêter sur les agissements d'un groupe d'agents cetagandans parsemant leur route de cadavres. Elle y rencontre le docteur Ethan Urquhart qui vient de la très isolée planète Athos. Cette planète voisine de la Station Klyne est peuplée exclusivement d'hommes très pieux considérant les femmes comme des démons tentateurs et dominateurs. Le docteur Urquhart y travaille dans un centre de reproduction, où les fœtus sont conçus à partir de cultures ovariennes et placés dans des réplicateurs utérins. Datant de la colonisation initiale d'Athos, les cultures ovariennes s'épuisent, et les colis contenant des cultures fraiches en provenance de l'Ensemble de Jackson se révèlent ne contenir que des déchets inexploitables. Envoyé en délégation pour comprendre ce qui s'est passé et acheter de nouvelles cultures, il est utilisé par Elli Quinn comme appât.
Elli Quinn découvre ainsi que les cultures ovariennes destinées à Athos ont été trafiquées pour inclure un complexe génétique artificiel d'origine cetagandane qui permet la télépathie. Les deux sujets de cette expérience s'étant échappés du centre de recherche et de la vie d'agent de renseignement qui leur était promis, les Cetagandans tentent de récupérer Terrence Cee (L-X-10-Terran-C) et sa compagne Janine (J-9-X-Ceta-G). Cette dernière ayant été tuée, Terrence a profité de la commande athosienne pour conclure un contrat avec les généticiens de la maison Bharaputra de l'Ensemble de Jackson pour y inclure le génome de Janine et ajouter le complexe génétique à toutes les cultures ovariennes. Les Cetagandans ayant retrouvé sa trace, ils ont détruit le laboratoire de l'Ensemble de Jackson et recherchent Terrence sur la station Klyne. Elli Quinn, Ethan et Terrence parviennent à éliminer les agents cetagandans avec l'aide d'agents de la maison Bharaputra qui avait engagé les mercenaires Dendarii pour cette mission. Elli Quinn obtient un échantillon de l'ADN de Terrence pour Barrayar, et fait don d'un ovaire à Ethan. Ce dernier, accompagné de Terrence, retrouve la première livraison perdue qui avait été cachée par une responsable des services sanitaires pour se venger de l'abandon de son fils qui avait rejoint Athos pour la fuir. Ils achètent de nouvelles cultures ovariennes sur Beta, et retournent sur Athos pour livrer les cultures ovariennes contenant le complexe génétique de la télépathie sans en avertir les autorités. Ils escomptent aussi implanter ce complexe dans les cultures de Beta et de celles issues de l'ovaire d'Elli Quinn avant de les introduire discrètement dans les centres de reproduction d'Athos. Selon ce plan, à la seconde génération, la moitié de la population d'Athos devrait être télépathe.
Deux des missions de Miles sous l'identité de l'Amiral font l'objet de nouvelles : Le Labyrinthe et Les Frontières de l'infini. Dans Le labyrinthe, Miles est chargé d'extraire un brillant généticien de la maison bharaputra qui cherche refuge sur Barrayar. Mais le docteur Canaba Hugh refuse de quitter l'Ensemble de Jackson sans certains échantillons qu'il a implanté sur le dernier cobaye survivant d'un programme de recherche sur la conception génétique d'un super-soldat. Pris de remords, il exige aussi que Miles abrège les souffrances de cet être monstrueux qui a été récemment vendu au Baron Ryoval. Parallèlement, l'hermaphrodite Bel Thorne rencontre une musicienne Quaddie sous contrat avec la maison Fell. Miles s'introduit dans le laboratoire de la maison Ryoval, mais il est capturé et enfermé dans les sous-sol avec la bête. Il découvre ainsi que celle-ci est une jeune femme au corps puissant et dont une partie du génome inclut des gènes animaux. La reconnaissant néanmoins comme humaine et lui donnant le nom de Taura, Miles décide de s'échapper avec elle. Dans leur tentative, ils découvrent la banque de gène de Ryoval et la détruisent. Mais ils sont rattrapés, et Bel négocie avec Fell pour échanger Miles contre des échantillons génétiques et la Quaddie. Miles refuse une telle transaction et tous parviennent à s'échapper en semant la zizanie entre les barons de l'Ensemble de Jackson.
Dans Les Frontières de l'infini, Miles est enfermé sur Dagoola IV dans un camp Cetagandan de prisonniers de guerre Marilacans. Il est chargé de faire évader un célèbre officier afin d'organiser une résistance Marilacane à l'invasion Cetagandane, mais il ne découvre qu'un moribond agonisant. Enfermé dans une gigantesque bulle avec 10 214 Marilacans, dénués de tout, y compris d'habits, il rencontre un prêcheur. Reprenant à son compte le Texte Saint de ce dernier, Miles fonde une nouvelle religion et parvient grâce à son bagout à conclure une alliance avec le groupe des femmes, qui sont les dernières à rester solidaires. Prenant le contrôle de la nourriture, ils s'assurent qu'une distribution équitable a lieu, répartie en 14 points de distributions. Peu de temps après, le bouclier enfermant les prisonniers est éteint par une attaque des mercenaires Dendarii et 14 navettes se posent pour emporter les prisonniers sur les navires Dendarii qui croisent en orbite. Engagé pour faire évader un seul homme, Miles fait ainsi le choix de livrer à la Sécurité Impériale Barrayarane une armée entière endurcie par des années de mauvais traitements. Mais au cours de l'évacuation, une porte de sas de navette se bloque, et le Sergent Béatrice tombe de la navette en la décrochant. Incapable de la rattraper avant sa chute, Miles sera hanté pendant des années par ce souvenir.

### Clone et mort de Miles
Le récit des aventures de Miles se poursuit avec Un clone encombrant (Brother in arms). Poursuivis par les Cetagandans après leur mission sur le camp de Dagoola IV, les Dendarii trouvent refuge sur Terre. Miles ne parvient pas à se faire payer par la SecImp pour sa mission, et se voit sans explication affecté à l'ambassade de Barrayar sur Terre où il retrouve son cousin Ivan. Miles suspecte Galeni, son supérieur à l'ambassade, d'avoir détourné son argent, car il est Komarran. La flotte Dendarii souffre de problèmes de liquidités, et Miles subit une tentative d'assassinat. Pour expliquer sa présence sur Terre en même temps que son alter ego l'amiral Naismith, Miles prétend que ce dernier est son clone renégat. Galeni disparait mystérieusement, et les Dendarii se font engager pour enlever le Barrayaran Miles Vorkosigan. Jouant le jeu, Miles tente de poser un piège, mais il se fait réellement enlever et remplacer par un clone créé par le père de Galeni, Ser Galen, un patriote Komarran refusant l'annexion de sa planète par Barrayar. Il retrouve dans sa prison Galeni qui refuse de rejoindre son père et reste fidèle à Barrayar. Les Dendarii parviennent à les libérer, mais Ivan se fait enlever à son tour par Galen et son clone. Celui-ci finit par se retourner contre son créateur et l'abat, avant de tenter de fuir. Cerné, il aide Miles à libérer Ivan et se fait passer pour Lord Vorkosigan pendant que Miles joue l'amiral Naismith devant des agents cetagandans, leur confirmant ainsi l'existence d'un clone. Miles laisse son clone Mark s'enfuir, pour lui laisser le temps de trouver son équilibre et une identité propre.
Dans La Danse du miroir (Mirror Dance), Mark retourne deux ans plus tard auprès des Dendarii en se faisant passer pour l'amiral Naismith et embarque Bel Thorne et son vaisseau l'Ariel pour une mission sur l'Ensemble de Jackson. Il espère libérer les clones que la maison Bharaputra élève en vue de transplanter les cerveaux de leur clients dans ces jeunes corps. Mais la mission tourne au fiasco quand leur navette est détruite. Miles, qui les a rattrapés, organise une mission de sauvetage pour les récupérer, mais s'ils parviennent à fuir avec la plupart des Dendarii et des clones, Miles est tué par une grenade et son corps cryogénisé est perdu dans le chaos de la bataille. Mark rejoint Barrayar accompagné d'Elena Bothari-Jesek, et fait la connaissance de ses parents. Petit à petit, il accepte son identité de Lord Mark, fils du comte Vorkosigan et frère de Miles. Son père est victime d'une crise cardiaque, et Mark tente de découvrir ce qui est arrivé du corps cryogénisé de son frère. Accompagné de quelques Dendarii fidèles, il retourne sur l'Ensemble de Jackson et retrouve son frère amnésique. Ressuscité par le groupe Durona entièrement composé de clones médecins et vassal de la maison Fell, Miles ne parvient pas à retrouver son identité dans ses vagues souvenirs contradictoires. Lorsque Mark retrouve Miles, des agents du baron Ryoval attaquent et enlève Mark. S'échappant, Miles est à son tour enlevé par le baron Bharaputra qui le revend à Ryoval. Celui-ci élabore des tortures subtiles sur Mark, dont la conscience éclate en plusieurs personnalités, formant Lord Mark et sa bande noire. Ces derniers sont des aspects de sa personnalité qui parviennent à apprécier les tortures que leur fait subir Ryoval, afin d'en protéger la partie de lui qui est Lord Mark. Isolé un instant avec Ryoval, sa partie de lui qui incarne le tueur formé par Ser Galen se dévoile et parvient à tuer le Baron. Mark s'échappe et revient au groupe Durona, où il est rejoint par Miles et le Baron Fell. Mark négocie avec lui le sceau personnel de Ryoval, incarnant en pratique le contrôle de la maison Ryoval, en échange de deux millions de dollars Betan et l'indépendance du groupe Durona qui part pour Escobar. Mark devient son principal investisseur, finançant la recherche médicale pour apporter une solution à long terme au trafic de clones. Il reverse un million de dollars Betan à la SecImp pour payer le placement en famille d'accueil sur Komarr et l'éducation des clones qu'il a libéré. À la suite de son accident cardiaque, Aral Vorkosigan démissionne de son poste de premier ministre, et se voit nommer Vice-roi de Sergyar.

### Auditeur Impérial
Dans le roman Memory, Miles découvre que sa réanimation lui a laissé des séquelles durables : il est sujet à des crises de convulsions. Il ment à la Sécurité Impériale pour conserver son poste et son identité en tant qu'Amiral Naismith, et falsifie un rapport pour cacher une erreur de sa part qui a entrainé une grave blessure pour un courrier impérial. Son mensonge découvert, il est renvoyé de la Sécurité Impériale pour raison médicale. Mais son ancien chef, Simon Illyan, tombe étrangement malade, et Miles demande à l'empereur la faveur d'enquêter sur ce cas. Nommé Auditeur Impérial à titre provisoire, Miles découvre qu'Illyan a été empoisonné par un subordonné ambitieux, ce qui provoque la destruction de sa biopuce mémorielle. Simon Illyan quitte définitivement la direction de la Sécurité Impériale, mais Miles est confirmé comme Auditeur à plein temps.
Dans le roman Komarr, Miles est envoyé trois mois plus tard sur Komarr, dans le cadre de ses nouvelles fonctions. Aidé de son collègue l'Auditeur Vorthys, Miles doit enquêter sur la destruction du miroir solaire qui permettait la terraformation de cette planète. Miles rencontre la nièce de Vorthys, Ekaterin, et il en tombe amoureux. Il découvre qu'il s'agit d'un complot pour détruire le seul point de saut menant à Barrayar, afin de l'isoler et libérer Komarr. Mais l'époux d'Ekaterin est mêlé au complot, et il meurt d'une panne de respirateur après avoir été enchainé par le groupe de rebelles Komarran en fuite. Miles découvre que l'arme des Komarrans ne fonctionne pas et provoque une soudaine et puissante projection d'énergie depuis le point de saut vers l'arme, ce qui avait entrainé la destruction du miroir solaire lors d'un test. Ignorant de ce fait, les rebelles Komarrans projettent d'utiliser leur arme depuis une station de transfert très peuplée. Ils rencontrent par hasard Ekaterin et l'épouse de Vorthys sur cette station et ils les enlèvent pour les empêcher de donner l'alerte. Ekaterin fait plusieurs tentatives d'évasion et parvient à détruire l'arme des Komarrans.
Dans Ekaterin, Miles rentre sur Barrayar, et tente maladroitement de faire sa cour à la veuve Ekaterin qui a beaucoup souffert de son précédent mariage. Souhaitant savourer sa liberté, elle tend à repousser les hommes qui lui font des avances, et étouffe ses sentiments naissants pour Miles. Parallèlement, la direction de deux comtés sont contestés après la mort du Comte Vorrutyer, et la découverte d'une ascendance cetagandane dans le génome du comte Vorbretten. Revenant de Beta, Lady Donna Vorrutyer a changé de sexe et espère obtenir le comté Vorrutyer contre son frère machiavélique. Revenant également de Beta, Mark et Kareen Koudelka vivent mal leur retour sur Barrayar et la désapprobation de leur relation par la famille Koudelka. Mark a également rencontré sur Escobar un génie en génétique qui a créé des punaises à l'aspect répugnant mais capable de transformer les végétaux en nourriture équilibrée à longue durée de conservation. Mark espère monter une entreprise pour rentabiliser cette découverte et faire fortune.
Dans le même temps, et pour se rapprocher d'Ekaterin, Miles l'engage pour créer un parc-jardin dans la propriété Vorkosigan. Mais au cours d'un diner, Ekaterin découvre le subterfuge, et Miles s'empêtre dans sa demande de mariage, ce qui provoque la fuite d'Ekaterin. Les parents de Kareen découvrent aussi la relation qu'elle entretient avec Mark, et la soirée tourne au fiasco. Les parents de Miles et Mark reviennent de Sergyar pour le mariage de l'Empereur Gregor et Laisa Toscane. Cordélia aide Mark, parvenant à calmer les Koudelka. Mais le fiasco du diner devient public, et quelques opposants politiques et un soupirant malheureux d'Ekaterin montent une rumeur se basant sur la mort "mystérieuse" de l'ancien époux d'Ekaterin pour en accuser Miles. Celui-ci s'implique dans la dispute politique en soutenant Vorbretten et Lady Donna devenue Lord Donno. La rumeur parvient jusqu'au fils d'Ekaterin, et Miles organise une rencontre avec Gregor pour que l'Empereur explique dans quelles circonstances son père est mort : l'affaire étant secrète, aucun détail ne peut être publiquement divulgué. Les calomnies parviennent jusqu'à la famille d'Ekaterin, et le frère de son ancien époux exige la garde de son neveu, mais celui-ci fait appel à l'aide de Grégor pour rester avec sa mère. Au cours d'une séance réunissant tous les comtes de Barrayar, Miles est accusé de meurtre, le refus de sa demande en mariage par Ekaterin servant de preuve indirecte de sa culpabilité : en réaction, Ekaterin demande Miles en mariage et celui-ci accepte. Dans le même temps, son accusateur est discrédité par l'attaque sans succès qu'il a monté contre sa "sœur" lord Donno, dans le but de l'émasculer. En conséquence, Lord Donno remporte le vote et devient le nouveau Comte Vorrutyer, et Vorbretten est confirmé à son poste de Comte. Le roman se clôt sur le mariage de Grégor, les fiançailles de Miles et Ekaterin, la relation heureuse de Kareen et Mark dont l'affaire est lancée avec succès, et la relation naissante entre une des filles Koudelka et le nouveau Comte Vorrutyer.
Dans la nouvelle Le Poison du mariage, Miles épouse Ekaterin qui échappe de justesse à une tentative d'assassinat, tandis qu'une relation amoureuse se noue entre l'homme d'arme Roic et le Sergent Taura en visite sur Komarr.
L'histoire narrée dans Immunité Diplomatique (Diplomatic Immunity) se déroule quelques mois après le mariage de Miles et Ekaterin. À la fin de leur lune de miel, ils sont envoyés dans l'espace Quaddie par l'Empereur Gregor. Une situation diplomatique complexe y cache un complot visant à déclencher une guerre entre Barrayar et Cetaganda.
Le tome 19 relate les relations compliquées du cousin de Miles, Ivan Vorpatril, avec la fille d'une des plus puissantes familles de l'Ensemble de Jackson, aux prises avec les tueurs qui ont décimé son clan, qu'il est chargé de protéger.
Le tome 20 permet de retrouver le personnage de Cordelia Vorkosigan après son veuvage.

## Univers
L'histoire se situe dans un futur distant d'un ou deux millénaires. Bien des planètes ont été colonisées par l'homme, grâce aux points de saut, sortes de trou de ver, qui permettent un voyage instantané d'un bout à l'autre d'un couloir de navigation. Le nombre et la destination de ces connexions aux alentours d'une planète donnée influent énormément sur la politique interstellaire.

### Technologie
La technologie présente dans cet univers fictif est particulièrement avancée dans certains domaines. L'auteur ne développe généralement pas d'explication scientifique sur l'origine et le fonctionnement de ces technologies : ce sont essentiellement des éléments d'intrigues s'inscrivant dans la trame des récits.
- les soldats tués au combat peuvent être cryogénisés, permettant ainsi plus tard leur réanimation et leur soin dans une structure hospitalière.
- Le développement du génie génétique a permis la création d'êtres expérimentaux comme les hermaphrodites, les quaddies (êtres à 4 bras adaptés à l'apesanteur), des super-soldats comme le Sergent Taura, de créer un être doté de capacités télépathiques, ou des Hauts Cetagandans au génome très sophistiqué.
- Les êtres humains peuvent être clonés, ce qui a conduit à l'instauration de plusieurs trafics. Pour prolonger leur vie, certains individus se font par exemple faire un clone dans lequel leur cerveau est transplanté. Des organes peuvent aussi être clonés puis transplantés dans le corps d'un malade afin de remplacer des organes endommagés.
- La gestation, de la fécondation à la naissance, peut se faire dans des utérus artificiels (réplicateurs utérins), ce qui achève de dissocier sexualité et reproduction dans les cultures avancées. La possibilité de corriger la plupart des défauts génétiques avant l'implantation d'un embryon dans un réplicateur donne à cette technologie une portée particulièrement significative sur Barrayar.
- L'espérance de vie varie grandement selon les planètes, elle atteint parfois plus de 150 ans.
- La terraformation de planètes est possible, mais elle demande plusieurs siècles. Par exemple, pour aider à la terraformation de la planète Komarr, un réflecteur solaire a été mis en orbite pour augmenter la luminosité atteignant le sol.
- La gravité artificielle permet des voyages plus rapides en contrant l'accélération, et évite la dégénérescence due à l'absence de gravité.
- Des armes de poing non-mortelles existent. La plus couramment employée est le neutraliseur, sorte de pistolet paralysant mais non létal. Le brise-nerfs découle de cette technologie et provoque une destruction des systèmes nerveux par une surtension : cette arme souvent mortelle peut aussi provoquer des dégâts très importants sur le cerveau. L'arc à plasma est une arme puissante qui détruit aussi bien les personnes que les objets, mais il peut être contré par un bouclier à plasma équipant les armures de combat.
- L'armement des vaisseaux est relativement limité : les miroirs à laser ont rendu ces armes obsolètes, et les boucliers tendent à faire de même avec les armes à plasma. L'arme principale des vaisseaux de combat est la lance gravitique à la portée limitée. Un vaisseau peut également déclencher des attaques suicides en saturant un endroit de l'espace en missiles nucléaires.

### Empire Barrayaran

#### Barrayar
Barrayar est une planète relativement arriérée selon les standards galactiques. Peu après le début de sa colonisation, son point de saut s'est fermé. Les colons ont perdu une grande partie de leur technologie dans ce milieu hostile, revenant à un niveau de développement technologique correspondant approximativement au Moyen Âge. S'y est établie une société patriarcale, dirigée par un gouvernement féodal sous le règne d'un empereur. Aux difficultés originelles de la colonie s'est ajouté un fort taux de mutations, laissant une marque très profonde sur la culture barrayarane : une haine et une peur des mutations et de tout ce qui peut y être assimilé.

#### Komarr
C'est à partir de Komarr que Barrayar a été redécouverte, par un autre point de saut spatial. Mais le gouvernement de Komarr accepta un pot-de-vin de l'empire cetagandan qui lança une invasion sur Barrayar. Il fallut à Barrayar 20 ans et 5 millions de morts pour repousser les Cetagandans. À la suite de cette expérience, les seigneurs barrayarans décidèrent de prendre le contrôle de leur unique accès au réseau galactique. L'amiral Vorkosigan mena la conquête de Komarr, et la planète est depuis partie intégrante de l'empire barrayaran, tout en conservant une certaine spécificité galactique. Quelques années plus tard, un soulèvement de patriotes komarrans conduisit à une répression sanglante.
Komarr est une planète riche grâce à l'importance de ses flottes commerciales et le grand nombre de points de saut présents dans son système. La nature y est hostile, car son atmosphère est pauvre en oxygène mais riche en CO2 et en eau. Les villes sont construites sous des dômes. Toutefois, la pression atmosphérique est suffisamment élevée pour ne pas nécessiter d'équipement complexe pour y vivre. Un simple masque à oxygène, sans combinaison, suffit pour se rendre dans les zones extérieures. La terraformation de Komarr est un projet à long terme qui nécessite encore plusieurs siècles d'investissements coûteux. L'obstacle principal à sa poursuite est le froid et la faible luminosité dus à l'éloignement de son soleil. Il est compensé par la présence du miroir orbital, un satellite qui capte la lumière solaire en altitude pour la renvoyer à la surface. Sa reconstruction et son agrandissement par Barrayar à la suite de sa destruction partielle devraient contribuer à l'intégration de Komarr au sein de l'empire Barrayaran. Le mariage de l'Empereur Gregor avec une Komarrane, Laisa Toscane, vise également à resserrer les liens entre les deux planètes.

#### Sergyar
Sergyar est la dernière planète colonisée par les Barrayans. Conjointement découverte et explorée par Aral Vorkosigan et Cordélia Naismith, c'est une planète viable, à la nature riche, mais aussi sauvage et dangereuse. En particulier, des vers parasites très dangereux provoquent une infection qui laisse des cicatrices indélébiles. Un remède est découvert plus tard. Aral Vorkosigan prend sa retraite de premier ministre en devenant vice-roi de Sergyar.

#### Société barrayarane

##### Les Vors
Les Vors forment la caste guerrière et aristocratique de la société barrayarane. Chaque famille Vor a des armoiries et un uniforme, que portent tous les membres et le personnel de la Maison. Les Hauts Vor sont les familles régnantes des Comtés de Barrayar. Pendant le temps de l'isolement, les Vor constituaient un corps d'élite de cavalerie, dont l'attribut est deux épées. À l'époque de Miles, les familles Vor sont toujours soumises à un code de l'honneur très strict, avec un réseau de suzerains et de vassaux. Ils sont les seuls à être autorisés à porter l'épée.

##### Organisation et évolution politique
L'Empereur est le premier parmi les comtes, et représente un symbole très fort pour la population Barrayarane. Il dirige l'Empire à travers les Ministères, mais doit s'accommoder de la chambre des Comtes qui disposent d'un pouvoir réel. Le dernier Empereur avant la lignée Vorbarra ayant été renversé peu de temps auparavant, le pouvoir d'un Empereur Barrayaran n'est donc pas absolu. Il n'existe pas de constitution, et l'organisation de l'empire repose essentiellement sur la tradition et les coutumes dont l'origine est parfois perdue.
L'évolution de la société barrayarane initiée par le comte Piotr Vorkosigan et poursuivie sous la régence d'Aral puis le règne de Grégor tend à réduire l'influence des Vor et ouvre de nombreuses fonctions aux personnes issues du peuple ou de Komarr. L'Académie impériale est symbolique de cette ouverture à ces deux populations. La carrière militaire reste la plus prestigieuse, et Barrayar apparait aux autres planètes comme une société arriérée et militariste.
La politique barrayarane est dominée par le parti Progressiste, et la principale opposition minoritaire est représentée par le parti Conservateur qui souhaite un retour aux valeurs traditionnelles et dont le chef de file est le comte Vorhala. Quelques groupes minoritaires sont également mentionnés, comme les Pro-galactiques, les isolationnistes, les indépendantistes Komarran, et des indépendantistes sur Barrayar : la population de Barrayar est en effet issue d'une colonisation qui a gardé vivante plusieurs entités linguistiques comme le français, le russe et le grec.
Le continent Sud de Barrayar est encore peu terraformé, et de nombreuses régions reculées restent peu influencées par la technologie galactique, mais l'évolution de la société fait que le nombre de ces régions isolées décline. L'une des réformes majeures imposée par Aral Vorkosigan est d'avoir facilité les formalités permettant à un sujet de changer de comté. Ainsi, l'évolution démographique favorise les Comtés développant leurs infrastructures, réduisant les impôts ou traitant mieux ses habitants, en attirant une forte migration. Cette concurrence entre les comtés tend à défavoriser les comtés les plus traditionalistes. Cordélia Vorkosigan traduit cette mesure comme offrant la possibilité aux Barrayarans de « voter avec leurs pieds ».
D'un point de vue technologique, l'Empire Barrayaran a fourni d'importants efforts pour rattraper son retard, et représente une petite puissance galactique locale. Elle s'est montrée capable de contrer plusieurs fois les efforts expansionnistes du puissant Empire Cetagandan, et lors de la guerre du Moyeu de Hegen, le plus récent vaisseau barrayaran s'est révélé disposer d'armes de pointe surpassant technologiquement celles des Cetagandans.
Bien que Barrayar fournisse d'importants efforts financiers pour son armée, Miles Vorkosigan évalue que Barrayar ne devrait pas présenter de volonté expansionniste dans les générations à venir, le Continent Sud, la terraformation et l'intégration de Komarr, et la colonisation de Sergyar puisant la plus grande partie de ses ressources et de sa croissance démographique.

##### Tares génétiques
Du fait du long isolement de Barrayar, de sa régression sur le plan médical et de la consanguinité, un certain nombre de maladies génétiques sont apparues ou leur nombre de cas s'est accru. Les bombardements nucléaires de l'invasion Cetagandan ont également entrainé de nombreux cas de mutations et de malformation chez les enfants. Les femmes endossaient la responsabilité du contrôle du patrimoine génétique de la population en procédant à l'infanticide des nouveau-nés marqués de difformités, égorgeant ou brisant la nuque de leur propre enfant. L'évolution technologique et l'ouverture aux idées galactiques provenant des planètes plus développées ont conduit à une régression de ces pratiques, essentiellement dans les villes. Dans de nombreuses régions reculées, une peur profondément ancrée dans la tradition fait que des imperfections corporelles même minimes comme un bec-de-lièvre (voir Les Montagnes du deuil) sont assimilées à de graves tares génétiques, et conduisent à un rejet voire au meurtre des personnes affectées.
Cet aspect de la culture barrayarane joue un rôle particulièrement important dans l'élaboration de la personnalité et des actes du personnage de Miles Vorkosigan, dont l'apparence physique l'assimile à tort à un mutant, circonstance qui est rappelée presque dans tous les ouvrages le concernant.

### Empire Cetagandan
L'empire de Cetaganda est composé de neuf planètes dont Eta Ceta IV est la capitale impériale dirigée par l'empereur Haut-Fletchir Giaja. Les huit autres planètes sont gouvernées par des satrapes dont les femmes sont les épouses planétaires. La société est composée de trois ordres : le peuple, les Ghems et les Hauts. Les Ghems représentent la petite noblesse guerrière et très agressive. Les Hauts dirigent la société.
Les Hauts pratiquent une sélection génétique très stricte, qui est le domaine des femmes Hautes, contrôlé par les Épouses Planétaires, et dirigé par l'Impératrice douairière. Leur but est de créer des êtres parfaits en modifiant leurs gènes. Les serviteurs Ba de l'Empereur sont leurs cobayes asexués et stériles, et les Ghems servent de pool génétique compétitif permettant de distinguer les individus disposant de gènes intéressants. La « Crèche des Étoiles » est le nom de la banque génétique des Hauts. Leurs lignées familiales sont appelés des « constellations ». Les mariages et la procréation sont l’objet de tractations importantes. Quand deux lignées ont conclu des accords, leurs patrimoines génétiques sont extraits de la banque et une fécondation artificielle a lieu afin de donner l’individu défini par le contrat. C’est l’impératrice douairière ou, si elle est décédée, la Première Épouse de l’Empereur, qui est la gardienne de cette banque de données et qui dirige le patrimoine génétique Haut. Cette banque de donnée est extrêmement complexe, et pour des raisons de sécurité, est censée être unique et codée, et nécessite une Clef, elle aussi unique et codée.
Si les Ghems sont particulièrement méritants, une ou plusieurs épouses Hautes leur sont accordées, et leur génome intègre donc la « crèche des étoiles ». Ce système permet de récompenser les Ghems mais aussi de les contrôler, les Hautes étant des joyaux coûteux, dont la beauté envoute les hommes.

### Ensemble de Jackson
Repaire de pirates établis, l'ensemble de Jackson est une planète au climat hostile. Les anciens pirates se sont constitués en Maisons, et l'ensemble de Jackson attire tous les trafics. C'est notamment la seule planète où la création de clones dans le but de prolonger la vie n'est pas considérée comme un meurtre. L'ensemble de Jackson tire ses ressources de son esprit vénal et des quatre points de saut de son voisinage. La seule constance est que les Jacksonniens respectent les Contrats. Les maisons principales sont au nombre de quatre, dont la Maison Fell spécialisée dans la vente d'armes, la Maison Bharaputra dominant le marché de la génétique, la Maison Ryoval spécialisée dans la prostitution et les produits génétiques rares. Cette dernière maison a été conquise par le Baron Fell après l'assassinat du Baron Ryoval par Mark Vorkosigan.

### Colonie de Beta
Beta est le symbole de la civilisation galactique : tolérante et hyper-technologique. Sèche et chaude, elle est désertique et le bois y possède une valeur importante. En raison de son climat, Beta a beaucoup développé l'habitat souterrain. Égalitaire et tolérante, la planète est en paix avec ses voisins, et prospère économiquement. La criminalité y est faible. Son indépendance est assurée par la supériorité de sa recherche technologique, d'un niveau équivalent à celle de la terre, et elle ne commercialise que des technologies inférieures à celles qu'elle utilise déjà et qui équipent ses armées, conservant ainsi son avance technologique sur d'éventuels adversaires.
Pour assurer leur survie, ses colons ont dû s'imposer un strict contrôle démographique, et les naissances sont limitées à deux enfants par parents. Ce contrôle est imposé par la pose d'un implant contraceptif aux femmes et aux hermaphrodites dès leur puberté. La recherche de l'égalité entre les humains a en effet conduit des scientifiques à créer des humains hermaphrodites, représentés par le personnage de Bel Thorne. Les jeunes femmes se font percer les oreilles en même temps que leur implant contraceptif est posé et que leur hymen est chirurgicalement retiré. La position des boucles d'oreilles indique la recherche de partenaires ou une relation durable et exclusive entre partenaires. Les femmes portent traditionnellement un sarong topless.

### Escobar
Cette planète une étape entre Sergyar et la colonie de Beta. Escobar est une des plus anciennes planètes colonisées avec un climat vivable de type terrestre qui n’a pas nécessité de travaux majeurs de terraformation. Escobar semble être un monde riche et fortement avancé, avec des technologies médicales et de bio-ingénierie sophistiquées. Les Escobarans ont des noms à consonance espagnole, mais le nom du service de sécurité Escobaran mentionné dans la Saga Vorkosigan suggère que la langue locale soit un amalgame de langues romanes.
Escobar a subi une invasion de Barrayar, qui fut repoussée grâce à l'aide fournie par Beta et Cordélia Naismith. Le prince Serg périt dans cet échec, et l'Amiral Vorkosigan dirigea le repli des troupes barrayaranes.

### Espace Quaddie
L'Union des Habitats Libres, ou Espace Quaddie, est le nom d'un regroupement de stations spatiales construites par et pour les Quaddies. Sa naissance est relatée dans l'Opération Cay et la quasi-totalité de l'histoire de Immunité diplomatique y a lieu. Miles rencontre pour la première fois une Quaddie dans Le Labyrinthe.
Les Quaddies sont des humains génétiquement modifiés dotés de 4 bras et mains et d'un organisme plus résistant à l'ostéoporose. Les 2 bras supplémentaires remplacent les 2 jambes humaines et l'articulation s'apparente au coude de telle manière qu'ils peuvent joindre les membres inférieurs et supérieurs. Ils ont été conçus dans le but de créer une race d'ouvrier adaptée à l'impesanteur. Toutefois, le développement de la gravité artificielle les a rendus obsolètes avant même leur utilisation. Ils sont alors promis à la stérilisation et à l'extinction par la firme qui les avaient développés, GalachTech. Cependant ce sort déplaît fortement à Léo Graf, un humain « normal » (ou grav), envoyé sur leur station spatiale afin d'enseigner la soudure à certains d'entre eux . S'étant attaché aux Quaddies, il refuse que les 1000 Quaddies existants finissent leurs vies dans l'oubli et l'attente de la mort . Il organise alors leur fuite en accrochant un SuperJumper (vaisseau capable d'emprunter les points de saut) , a leur station, leur permettant de fuir vers un système où ils ne seront pas pourchassés ou concurrencés par les humains, car ne contenant aucune planète viable pour l'homme, seulement des astéroïdes et quelques planètes gazeuses . Seuls 3 humains les accompagnent : Léo Graf, Warren Minchenko (le médecin de la station et Nilla Villanova, qui s'occupe des jeunes Quaddies .
Les Quaddies ont construit leurs stations suivant leurs besoins et morphologies. Étant naturellement plus à l'aise en apesanteur, Les quaddies ont construit des stations dépourvues de pesanteur sauf dans les zones tels que les ponts de débarquement où les humains normaux, surnommés Grav par les Quaddies, sont les plus nombreux. Dans ces zones, ainsi que lors de déplacements en dehors de leurs habitats, les Quaddies utilisent des nacelles antigravité qu'ils peuvent diriger grâce à leurs 4 membres. Celles-ci sont en libre disposition à chaque changement de zones de gravité dans leurs habitats. Dans les cas où ils ne peuvent faire autrement, ils peuvent marcher en état de pesanteur, ils ont alors une démarche de poulet.
Ils forment une nation pacifique, et Lois McMaster Bujold les décrit comme politiquement socialistes. Les Quaddies voyagent peu en dehors de leurs habitats.

### Grades militaires
Les grades des différents personnages sont, d'après l'auteur, tirés des grades des Forces Armées des États-Unis.

## Thématiques

### Génétique et hérédité du sang
La génétique et l'hérédité par le sang présentent un rôle prépondérant dans cette série d'œuvres de Lois McMaster-Bujold.

#### Produits génétiques artificiels
Trois ouvrages sont dédiés tout particulièrement aux mutations et à l'ingénierie génétique : Opération Cay, Ethan d'Athos et Le Labyrinthe. L'auteur y explore les possibilités offertes par l'ingénierie génétique, non pas dans leur aspect réaliste ou technologique, mais dans l'exploration des réactions possibles à de telles innovations et la construction de sociétés ou d'individualités en découlant.
Les quaddies sont présentés comme des ouvriers esclaves appartenant à l'entreprise les ayant créés, qui possède tout pouvoir sur ceux qu'elle appelle des « cultures organiques postfœtales expérimentales ». Elle décide de les détruire lorsque les Quaddies deviennent technologiquement obsolètes, et en réaction à l'apparition d'une idéologie de phobie anti-mutant. L'auteur choisit de leur faire gagner leur liberté et de construire une société qui leur serait propre, loin de celle des hommes.
Dans Ethan d'Athos, l'auteur raconte l'histoire d'un mutant conçu pour devenir un super agent de renseignement et qui s'échappe pour se libérer de son destin d'esclave. Elle permet à celui-ci de réussir à échapper à ses poursuivants, et à gagner une planète où se cacher. Elle présente comme une action moralement acceptable, la dissémination dans le pool génétique de l'ensemble de la planète du génome du mutant télépathe qui y a trouvé refuge.
Le personnage de Taura repose sur la même thématique : issue d'une recherche abandonnée sur la création d'un super soldat, traitée comme un produit génétique et prisonnière, son statut d'humain lui est refusé. En la libérant, l'amiral Naismith lui offre aussi le choix de sa destinée. Même si elle décide d'accomplir son destin génétique en devenant une mercenaire, elle gagne son statut d'humain responsable d'elle-même.
Le clone Mark suit le même schéma : esclave assassin fabriqué dans un but qui sert ses créateurs, il se rebelle contre eux et se construit une personnalité qui lui est propre.

#### Femmes et génome
Dans l'univers de cette série, le génome est essentiellement le domaine des femmes. C'est le rôle principal des femmes dans la tradition barrayarane, et les grandes cérémonies comme les fêtes données pour l'anniversaire de l'Empereur sont décrites comme présentant un double rôle : politique pour les hommes, et génétique pour les femmes qui y recherchent leur époux. Cet aspect est le plus développé dans le roman Cetaganda, qui décrit une structure de société très complexe, où le génome Haut et son destin sont le domaine exclusif des Hautes.

#### Hérédité du sang et de la folie
Conjointement, une autre thématique liée au sang est la perception des mutations naturelles comme une tare ou un élément suscitant la peur et appelant la destruction. Cet aspect est tout particulièrement intégré à la tradition de la société barrayarane qui pratique l'infanticide des mutants (voir paragraphe dédié). Au delà, l'hérédité de la folie par le sang est très présente chez les personnages des familles Vorrutyer, Vorbarra et dans une certaine mesure Vorkosigan. L'une des craintes du jeune empereur Grégor est de devenir un fou sanguinaire comme son père le prince Serg et son grand-oncle, l'empereur Yuri, surnommé le Fou. Cet aspect est répété dans plusieurs ouvrages de la série.
La folie tient une place prépondérante comme caractéristique de plusieurs personnages de ces trois lignées, mais aussi chez des personnages secondaires comme le sergent Bothari, ou des personnages principaux comme Cordélia Vorkosigan. Celle-ci a été diagnostiquée comme folle par des services psychiatriques, et se déclare elle-même folle. Miles le Fou est le surnom qui est donné à son fils par certains Dendarii. Ayant vécu une enfance de mutant handicapé et torturé par les chirurgiens, son exceptionnelle intelligence est écrasée par les obligations attachées à son statut de Vor, de mutant, et de Vorkosigan. Sa personnalité est partagée entre plusieurs personnae : le lord Vorkosigan, l'officier militaire subalterne (enseigne puis lieutenant), et l'Amiral Naismith qui lui permet en se libérant de l'oppression de son conditionnement barrayaran de développer son plein potentiel. Le choc entre ces multiples personnalités est présent dans plusieurs ouvrages, notamment Miles Vorkosigan et Un clone encombrant.
Dans ce dernier roman est introduit le personnage de son frère clone Mark. Celui-ci, élevé comme un assassin imitant Miles et servant un complot Komarran, ne possède pas de personnalité propre. Les ouvrages suivants La Danse du miroir et Ekaterin narrent sa construction chaotique d'une personnalité. La personnalité de Lord Mark émerge sur Barrayar, au sein de la structure familiale Vorkosigan. Comme son frère, il finit par créer des personnalités multiples : Lord Mark et sa bande noire. Ces constructions sont moins subtiles que l'amiral Naismith, et représente chacune un élément fondamental et très primitif de sa personnalité : Bouffe (le gourmand), Grogne (le lubrique) et Hurle (le masochiste). Ils ont émergé de la torture que lui faisait subir le Baron Ryoval qui a provoqué une inversion de la personnalité : les éléments plus basiques de son inconscient sont passés au-dessus des fonctions plus élevées de la personnalité, afin de protéger la personnalité de Lord Mark émergente et plus fragile. Une quatrième personnae fait partie de la bande noire : l'Autre puis Tueur, mais celui-ci fut créé par le komarran Ser Galen qui tentait de construire un assassin. Dans Ekaterin, Mark tente à l'aide d'une thérapie betane et sur Barrayar d'arriver à une forme d'équilibre entre ses multiples personnalités.
Dans les derniers romans, Miles est coupé de sa personnalité de l'amiral Naismith, et se recentre sur Lord Vorkosigan et un nouvel aspect : l'Auditeur Impérial Vorkosigan, qui représente l'enquêteur impérial et accompagne la transition de la série depuis un univers militariste vers une thématique tenant davantage de l'enquête policière.

### Enquêtes policières
La plupart des romans concernant Miles Vorkosigan reposent sur le schéma d'un héros plongé dans un complot ou des manœuvres obscures d'un adversaire caché, une bonne partie du roman présentant Miles tentant de comprendre la situation et qui est son adversaire, avant de réagir par des manœuvres audacieuses pour le contrer. À partir de 1998, Lois McMaster Bujold recentre la plupart des romans de cette saga sur la partie enquête, et ses œuvres s'intéressent moins aux aspects militaires et stratégiques, et prennent davantage la tournure de romans policiers. Cette évolution commence dans la chronologie de la Saga avec Les Montagnes du deuil et Cetaganda. Cette réorientation thématique se cristallise dans les romans par la disparition de la facette amiral Naismith du personnage Miles Vorkosigan, au profit de l'Auditeur Impérial qui est une sorte de super-enquêteur de l'Empereur de Barrayar.

### Personnages féminins
Les personnages féminins de cette série présentent un certain nombre des personnalités au fort caractère, y compris issues de la société Vor, conservatrice et souvent archaïque. Cordélia Naismith est capitaine d'un vaisseau d'explo-astro, et fait preuve d'une personnalité forte et résolue, solide dans les épreuves. Parmi les personnages féminins mercenaires, Elena Bothari-Jesek, Elli Quinn, le sergent Taura et Cavilo, ont en commun ce mélange de féminité et de force guerrière. Plusieurs de ces personnalités combatives présentent un aspect félin, proche de lionnes, dont l'expression culmine physiquement avec le personnage du sergent Taura.
Même les autres personnages féminins à la personnalité moins extravertie, comme Haute Ryan, Ekaterin Vorsoisson, et dans une certaine mesure Cordélia Vorkosigan dans son rôle de comtesse barrayarane, présentent ce fort caractère résolu. On trouve des traces de féminisme chez les femmes barrayaranes les plus jeunes : Mme Vorsoisson (Ekaterin), Kareen Koudelka, Elena Bothari-Jesek.

### Militarisme et totalitarisme
Barrayar est marqué par le totalitarisme impérial, dont le bras armé est la SecImp, et par le militarisme de la classe dominante, les Vor. L'empereur Grégor, tout en revêtant un certain nombre d'attributs du despote éclairé, n'en demeure pas moins un souverain craint mais respecté, usant de la SecImp avec plus de retenue, mais autant que ses prédécesseurs. Par bien des aspects, Grégor rappelle les "bons empereurs" Romains. Il n'en reste pas moins qu'un Simon Illyan même après sa retraite forcée reste craint, la SecImp même adoucie par lui - il a fait installer des cachots plus humains, les ayant lui-même fréquentés - évoque la Securitat roumaine, ou Big Brother par son omniprésence et sa volonté de tout savoir.
Bien que Barrayar connaisse une période de paix après la déroute d'Escobar, le cursus honorum barrayaran reste l'armée : Étienne Vorsoisson est considéré comme un raté car en dix ans, il n'a pu dépasser le grade de lieutenant. Les uniformes militaires ainsi que ceux des maisons Vor sont le quotidien des élites.